# Amyema bifurcata
Amyema bifurcata là một loài thực vật có hoa trong họ Loranthaceae. Loài này được (Benth.) Tiegh. mô tả khoa học đầu tiên năm 1894.